# Bel Air
| Оценки критиков | Оценки критиков |
| Источник        | Оценка          |
| --------------- | --------------- |
| Allmusic        | [ 3 ]           |
| Laut.de         | [ 4 ]           |
| Metal.de        | 8 / 10          |

Bel Air — четвёртый студийный альбом немецкой рок-группы Guano Apes, выпущенный после воссоединения группы в 2009 году. Релиз состоялся 1 апреля 2011 года на лейбле Columbia, спустя восемь лет после предыдущего альбома Walking on a Thin Line.

## Описание
Альбом ознаменовал заметное изменение стиля Guano Apes, поскольку показывает, что группа оставляет позади свои корни альтернативного рока и включает элементы танцевальной и поп-музыки в свои песни, а синтезаторы и электронные барабанные петли играют немаловажные роли в ряде песен.
Bel Air попал в немецкий чарт альбомов на первое место, сингл «Oh What a Night» достиг 37-го места чарте в Германии.
Альбом доступен в 4-х разных изданиях: стандартном (1 диск), делюкс-издании (1 диск + постер), эксклюзивном издании (2 диска) и на виниле (2 пластинки + постер).
На песни из Bel Air снято четыре видеоклипа: «Oh What a Night», «Sunday Lover», «This Time» и «When the Ships Arrive».

## Список композиций
Все тексты написаны Сандрой Насич, вся музыка написана Guano Apes кроме «Running Out the Darkness» автор Сандра Насич.
| №                   | Название                   | Длительность |
| ------------------- | -------------------------- | ------------ |
| 1.                  | «Sunday Lover»             | 3:58         |
| 2.                  | «Oh What a Night»          | 3:11         |
| 3.                  | «When the Ships Arrive»    | 4:05         |
| 4.                  | «This Time»                | 3:51         |
| 5.                  | «She's a Killer»           | 3:15         |
| 6.                  | «Tiger»                    | 2:33         |
| 7.                  | «Fanman»                   | 3:53         |
| 8.                  | «All I Wanna Do»           | 3:05         |
| 9.                  | «Fire in Your Eyes»        | 4:38         |
| 10.                 | «Carol and Shine»          | 3:25         |
| 11.                 | «Staring at the Sun»       | 3:12         |
| 12.                 | «Trust»                    | 3:25         |
| 13.                 | «Running Out the Darkness» | 3:22         |
| 14.                 | «Fire»                     | 3:46         |
| Общая длительность: | Общая длительность:        | 49:39        |

| №  | Название                              | Длительность |
| -- | ------------------------------------- | ------------ |
| 1. | «Bel Air» (создание)                  |              |
| 2. | «Oh What a Night» (видеоклип)         |              |
| 3. | «Oh What a Night» (съёмки видеоклипа) |              |
| 4. | «Sunday Lover» (видеоклип)            |              |
| 5. | «Sunday Lover» (съёмки видеоклипа)    |              |
| 6. | «Fanman» (концерт в Монтрё 2011)      |              |
| 7. | «This Time» (концерт в Монтрё 2011)   |              |

## Участники записи
| Технический персонал - Джон Шуман — продюсер. - Кай Бланкенберг — мастеринг. - Годи Хильдманн — звукорежиссёр. - Штеффен Гархильд — звукорежиссёр. - Терри Дэйт — сведение (трек 7). - Ренди Стауб — сведение (трек 2). - Арне Нейранд — сведение (треки: 5, 6, 8, 10, 11, 12). - Том Лорд-Альге — сведение (треки: 1, 3, 4, 9). - Фемио Эрнандес — помощник по сведению (треки: 1, 3, 4, 9). - Майк Кронер — техник (треки: 1, 3, 4, 9). - Дэниел Крамер — фотограф. - Super An Der Spree — оформление. | Guano Apes - Сандра Насич — вокал. - Хеннинг Рюменапп — гитара. - Штефан Уде — бас-гитара. - Деннис Пошватта — ударные. |

## Чарты
| Чарт (2011)                     | Высшая позиция |
| ------------------------------- | -------------- |
| Австрия (Ö3 Austria)            | 5              |
| Германия (Offizielle Top 100)   | 1              |
| Швейцария (Schweizer Hitparade) | 2              |

| Чарт (2011)                     | Позиция |
| ------------------------------- | ------- |
| Германия (Offizielle Top 100)   | 53      |
| Швейцария (Schweizer Hitparade) | 71      |